# كورو مونتويا
كورو مونتويا (بالإسبانية: Curro Montoya)‏ هو لاعب كرة قدم إسباني في مركز الوسط، ولد في 13 فبراير 1977 في لقنت في إسبانيا. شارك مع منتخب إسبانيا تحت 16 سنة لكرة القدم ومنتخب إسبانيا تحت 18 سنة لكرة القدم ومنتخب إسبانيا تحت 20 سنة لكرة القدم. أما مع النوادي، فقد لعب مع ريال جيان وسيوداد دي مورسيا وفالنسيا ميستايا ونادي أوريويلا ونادي إلتشي ونومانسيا.

## وصلات خارجية
- كورو مونتويا على موقع الاتحاد الدولي (مؤرشف)  (الإنجليزية)
- كورو مونتويا على موقع قاعدة بيانات كرة القدم.إي يو (الإنجليزية)